# Bobtail americano
Il bobtail americano (inglese American Bobtail) è una razza di gatto originaria dell'America Settentrionale, sviluppata a partire dagli anni sessanta del XX secolo.
Si caratterizza per la tipica coda mozza, in realtà lunga da un terzo alla metà di quella normalmente riscontrabile nei gatti di altre razze.
Tale caratteristica è dovuta a una mutazione genetica simile a quella riscontrata nei gatti dell'isola di Man.
Non esiste una categorizzazione rigorosa per quanto riguarda il colore di occhi e pelo, il quale può essere peraltro sia lungo che corto, l'elemento distintivo di tali gatti essendo infatti, oltre alla coda di lunghezza ridotta, la ruvidezza di detto pelo, alquanto ispido rispetto alla morbidezza di quello di altre razze.

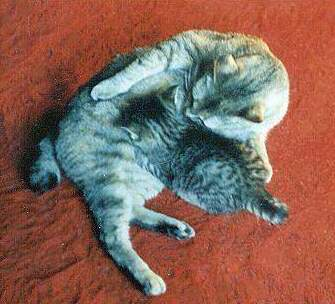